# Attila Keresztes
Attila Keresztes (* 18. Januar 1928 in Budapest; † 27. September 2002 ebenda) war ein US-amerikanisch-ungarischer Säbelfechter.

## Leben
Attila Keresztes wurde 1955  in Rom mit der Mannschaft Weltmeister. Bei den Olympischen Spielen 1956 erreichte er in Melbourne mit der Mannschaft ungeschlagen die Finalrunde, in der sie ohne Niederlage blieb und den ersten Platz belegte. Gemeinsam mit Aladár Gerevich, Jenő Hámori, Dániel Magay, Rudolf Kárpáti und Pál Kovács wurde Keresztes damit Olympiasieger. Nach den Spielen setzte er sich zusammen mit Jenő Hámori und Dániel Magay in die Vereinigten Staaten ab, wo er mehrfacher Landesmeister im Einzel und mit der Mannschaft wurde. 1964 gehörte er zum US-amerikanischen Kader bei den Olympischen Spielen in Tokio, wo er mit der Mannschaft den siebten Rang erreichte. In der Einzelkonkurrenz schied er in der zweiten Runde aus.
Keresztes war Ingenieur, nach Alkoholproblemen begann er in den Staaten jedoch als Taxifahrer zu arbeiten. In den späten 1990er-Jahren kehrte er, mittlerweile auf einen Rollstuhl angewiesen, nach Budapest zurück, nachdem das Sportministerium ihm medizinische Versorgung, eine Wohnung und eine Pension angeboten hatte. Er starb 2002 in seiner Geburtsstadt Budapest.